# Racing Bulls
Racing Bulls S.p.A. (startujący pod nazwą Visa Cash App Racing Bulls Formula 1 Team, skrótowo VCARB) – włoski zespół i konstruktor Formuły 1, aktywny w wyścigach Grand Prix od sezonu 2024. To jeden z dwóch zespołów należących do firmy Red Bull. Ekipa powstała po przekształceniu nazwy zespołu Scuderia AlphaTauri.

## Historia

### Początki
Początki RB sięgają zespołu Minardi, założonego we włoskiej Faenzy przez Giancarla Minardiego. W sezonach 1980–1984 zespół uczestniczył w Mistrzostwach Europy Formuły 2 – w tym samym czasie jedyne zwycięstwo dla ekipy wywalczył Michele Alboreto w Grand Prix Adriatyku w 1981. W sezonach 1985–2005, Minardi startowało w 340 wyścigach Grand Prix Formuły 1, zdobywając 38 punktów. Włoski zespół najlepiej poradził sobie w sezonie 1991, zajmując siódme miejsce.
10 września 2005, Red Bull poinformował oficjalnie o nabyciu zespołu Minardi i przemienieniu go w juniorski zespół. Mimo próśb fanów o zachowanie nazwy i dziedzictwa ekipy, austriacki koncern ostatecznie przekształcił stajnię w Scuderia Toro Rosso. Zespół był aktywny w Mistrzostwach Świata Formuły 1 w sezonach 2006–2019, zdobywając 500 punktów. Największym sukcesem włoskiej stajni było zwycięstwo Sebastiana Vettela w Grand Prix Włoch 2008. Najlepiej zespół radził sobie w sezonach 2008 i 2019, gdzie zajmował on szóste miejsce w klasyfikacji konstruktorów.
Pod koniec września 2019, Toro Rosso wnioskował o zmianę nazwy ekipy na Scuderia AlphaTauri, aby wypromować odzieżową markę Red Bulla, powstałą w 2016 roku. 30 listopada FIA potwierdziła nową nazwę zespołu na sezon 2020. Konstruktor był obecny w najważniejszej serii wyścigowej w sezonach 2020–2023, startując w 83 wyścigach, zdobywając 309 punktów. Największy sukces dla AlphaTauri osiągnął Pierre Gasly, wygrywając Grand Prix Włoch 2020.

### Zmiana nazwy
Pod koniec czerwca 2023, konsultant Red Bulla Helmut Marko przyznał, że ekipa Scuderia AlphaTauri przejdzie zmianę nazwy od sezonu 2024. W ramach zmiany strategii operacyjnej stajni, większość prac rozwojowych przeniesiono do Wielkiej Brytanii, w celu bliższej współpracy siostrzanej ekipy z Red Bull Racing.
24 stycznia 2024 zespół poinformował, że AlphaTauri przemieniło się w Visa Cash App RB Formula 1 Team, jako że sponsorami tytularnymi zostały Visa i powiązana z nią aplikacja Cash App. Nowa nazwa spotkała się z szeroką krytyką ze strony fanów i mediów. Jenson Button, mistrz świata z sezonu 2009 był rozbawiony nową nazwą zespołu.

## Starty w Formule 1

### 2024

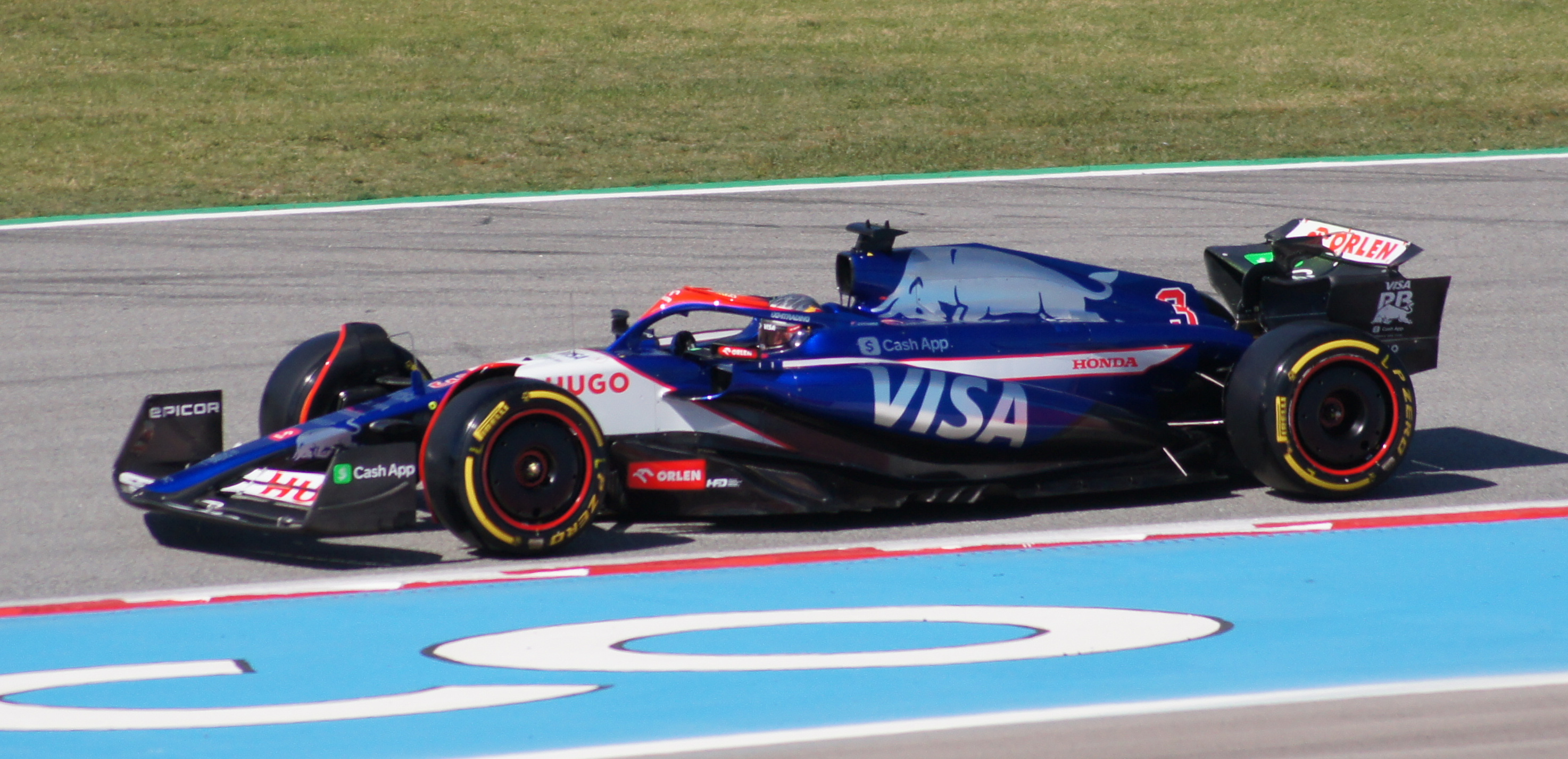
Daniel Ricciardo podczas Grand Prix Hiszpanii 2024

Zespół jeszcze pod nazwą Scuderia AlphaTauri zdecydował się na zatrzymanie Daniela Ricciardo i Yūkiego Tsunodę na sezon 2024. Ponadto po zakończeniu sezonu, z funkcji szefa ekipy ustąpił Franz Tost, a jego miejsce zajął Laurent Mekies, dotychczasowy dyrektor sportowy Ferrari, który wrócił do zespołu z Faenzy po dziesięciu latach.
Pierwsze punkty dla ekipy zdobył Tsunoda, kończąc wyścig o Grand Prix Australii 2024 na siódmej pozycji. W wyścigu sprinterskim podczas Grand Prix Miami, Ricciardo zajął czwarte miejsce, tracąc ponad dziesięć sekund do Sergio Péreza, a Tsunoda był ósmy. Po wyścigu o Grand Prix Singapuru, zespół zakończył współpracę z Danielem Ricciardo – jego miejsce do końca sezonu zajął Liam Lawson. Nowozelandczyk już w pierwszym wyścigu dla RB zapunktował, kończąc Grand Prix Stanów Zjednoczonych na dziewiątym miejscu.
Kierowcy łącznie zgromadzili 46 punktów, a zespół został sklasyfikowany na ósmej pozycji w klasyfikacji konstruktorów, wyprzedzając ekipy Williams i Kick Sauber.

### 2025

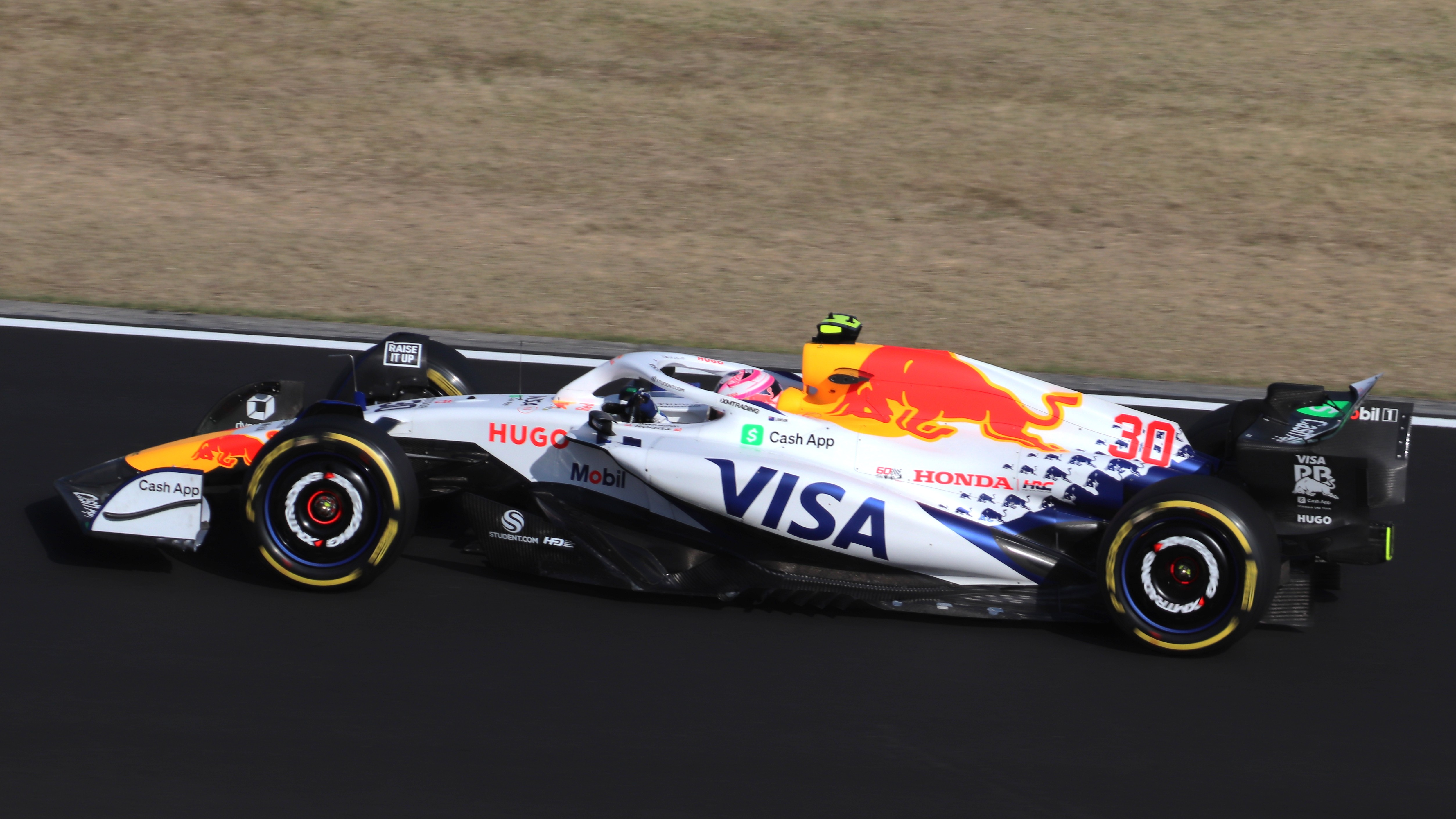
Liam Lawson podczas drugiego treningu do Grand Prix Japonii 2025

Przed zakończeniem sezonu 2024 zespół poinformował, że od sezonu 2025 będzie się posługiwać pełną nazwą Racing Bulls, potwierdzając także kontynuację sponsoringu tytularnego z Visą. Ekipa przedłużyła kontrakt z Tsunodą, natomiast pod koniec roku Lawson został drugim kierowcą Red Bull Racing, zastępując Sergio Péreza. Miejsce Nowozelandczyka w Racing Bulls zajął Isack Hadjar, wicemistrz Formuły 2 z 2024. Po zakończeniu sezonu 2024, Orlen przestał być sponsorem zespołu.
Po dwóch wyścigach Yuki Tsunoda zastąpił Liama Lawsona w Red Bull Racing, a Nowozelandczyk wrócił do Racing Bulls.

## Wyniki
| Legenda oznaczeń w tabelach wyników Wyświetl szablon na nowej stronie | Legenda oznaczeń w tabelach wyników Wyświetl szablon na nowej stronie                                                                     |
| Oznaczenie                                                            | Wyjaśnienie |
| --------------------------------------------------------------------- | --- |
| Złoty                                                                 | Zwycięzca lub mistrzostwo |
| Srebrny                                                               | 2. miejsce lub wicemistrzostwo |
| Brązowy                                                               | 3. miejsce lub II wicemistrzostwo |
| Zielony                                                               | Ukończył, punktował (w klasyfikacji generalnej, gdy zdobył co najmniej jeden punkt na przestrzeni sezonu, poza trzema powyższymi opcjami) |
| Niebieski                                                             | Ukończył, nie punktował (w klasyfikacji generalnej, gdy nie zdobył co najmniej jednego punktu na przestrzeni sezonu)                      |
| Czerwony                                                              | Nie zakwalifikował się (NZ) |
| Czerwony                                                              | Nie prekwalifikował się (NPK) |
| Różowy                                                                | Nie ukończył (NU) |
| Różowy                                                                | Niesklasyfikowany (NS) (w klasyfikacji generalnej, gdy nie został sklasyfikowany w żadnym wyścigu sezonu)                                 |
| Czarny                                                                | Zdyskwalifikowany (DK) |
| Czarny                                                                | Wykluczony (WYK/EX) |
| Biały                                                                 | Nie wystartował (NW) |
| Biały                                                                 | Kontuzjowany (K/INJ) |
| Biały                                                                 | Wyścig odwołany (OD/C) |
| Bez koloru                                                            | Został wycofany (WYC/WD) |
| Bez koloru                                                            | Nie przybył (NP/DNA) |
| Bez koloru                                                            | Nie brał udziału w treningach (NT/DNP) |
| Bez koloru                                                            | Nie został zgłoszony (–) |
| Pogrubienie                                                           | Start z pole position |
| Kursywa                                                               | Najszybsze okrążenie wyścigu |
| †                                                                     | Nie ukończył, ale jego rezultat został zaliczony ze względu na przejechanie więcej niż 90% dystansu wyścigu.                              |
| *                                                                     | Sezon w trakcie |
| 1/2/3                                                                 | Punktowana pozycja w sprincie |
| Lista systemów punktacji Formuły 1                                    | |

| Sezon | Konstruktor             | Kierowcy         | Wyniki w poszczególnych eliminacjach | Wyniki w poszczególnych eliminacjach | Wyniki w poszczególnych eliminacjach | Wyniki w poszczególnych eliminacjach | Wyniki w poszczególnych eliminacjach | Wyniki w poszczególnych eliminacjach | Wyniki w poszczególnych eliminacjach | Wyniki w poszczególnych eliminacjach | Wyniki w poszczególnych eliminacjach | Wyniki w poszczególnych eliminacjach | Wyniki w poszczególnych eliminacjach | Wyniki w poszczególnych eliminacjach | Wyniki w poszczególnych eliminacjach | Wyniki w poszczególnych eliminacjach | Wyniki w poszczególnych eliminacjach | Wyniki w poszczególnych eliminacjach | Wyniki w poszczególnych eliminacjach | Wyniki w poszczególnych eliminacjach | Wyniki w poszczególnych eliminacjach | Wyniki w poszczególnych eliminacjach | Wyniki w poszczególnych eliminacjach | Wyniki w poszczególnych eliminacjach | Wyniki w poszczególnych eliminacjach | Wyniki w poszczególnych eliminacjach | Wyniki kierowców | Wyniki kierowców | Wyniki konstruktora | Wyniki konstruktora |
| 2024  |                         |                  | Bahrajn                              | Arabia Saudyjska                     | Australia                            | Japonia                              |                                      | Stany Zjednoczone                    | Emilia-Romania                       | Monako                               | Kanada                               | Hiszpania                            | Austria                              | Wielka Brytania                      | Węgry                                | Belgia                               | Holandia                             | Włochy                               | Azerbejdżan                          | Singapur                             | Stany Zjednoczone                    | Meksyk                               |                                      | Stany Zjednoczone                    | Katar                                |                                      | Pkt.             | Msc.             | Pkt.                | Msc.                |
| ----- | ----------------------- | ---------------- | ------------------------------------ | ------------------------------------ | ------------------------------------ | ------------------------------------ | ------------------------------------ | ------------------------------------ | ------------------------------------ | ------------------------------------ | ------------------------------------ | ------------------------------------ | ------------------------------------ | ------------------------------------ | ------------------------------------ | ------------------------------------ | ------------------------------------ | ------------------------------------ | ------------------------------------ | ------------------------------------ | ------------------------------------ | ------------------------------------ | ------------------------------------ | ------------------------------------ | ------------------------------------ | ------------------------------------ | ---------------- | ---------------- | ------------------- | ------------------- |
| 2024  | RB-Honda RBPT           | Daniel Ricciardo | 13                                   | 16                                   | 12                                   | NU                                   | NU                                   | 154                                  | 13                                   | 12                                   | 8                                    | 15                                   | 9                                    | 13                                   | 12                                   | 10                                   | 12                                   | 13                                   | 13                                   | 18                                   |                                      |                                      |                                      |                                      |                                      |                                      | 12               | 17               | 46                  | 8                   |
| 2024  | RB-Honda RBPT           | Liam Lawson      |                                      |                                      |                                      |                                      |                                      |                                      |                                      |                                      |                                      |                                      |                                      |                                      |                                      |                                      |                                      |                                      |                                      |                                      | 9                                    | 16                                   | 9                                    | 16                                   | 14                                   | 17†                                  | 4                | 21               | 46                  | 8                   |
| 2024  | RB-Honda RBPT           | Yūki Tsunoda     | 14                                   | 15                                   | 7                                    | 10                                   | NU                                   | 78                                   | 10                                   | 8                                    | 14                                   | 19                                   | 14                                   | 10                                   | 9                                    | 16                                   | 17                                   | NU                                   | NU                                   | 12                                   | 14                                   | NU                                   | 7                                    | 9                                    | 13                                   | 12                                   | 30               | 12               | 46                  | 8                   |
| 2025  |                         |                  | Australia                            |                                      | Japonia                              | Bahrajn                              | Arabia Saudyjska                     | Stany Zjednoczone                    | Emilia-Romania                       | Monako                               | Hiszpania                            | Kanada                               | Austria                              | Wielka Brytania                      | Belgia                               | Węgry                                | Holandia                             | Włochy                               | Azerbejdżan                          | Singapur                             | Stany Zjednoczone                    | Meksyk                               |                                      | Stany Zjednoczone                    | Katar                                |                                      | Pkt.             | Msc.             | Pkt.                | Msc.                |
| 2025  | Racing Bulls-Honda RBPT | Isack Hadjar     | NW                                   | 11                                   | 8                                    | 13                                   | 10                                   | 11                                   | 9                                    | 6                                    | 7                                    | 16                                   | 12                                   |                                      |                                      |                                      |                                      |                                      |                                      |                                      |                                      |                                      |                                      |                                      |                                      |                                      | 21               | 11               | 36                  | 6                   |
| 2025  | Racing Bulls-Honda RBPT | Yūki Tsunoda     | 12                                   | 166                                  |                                      |                                      |                                      |                                      |                                      |                                      |                                      |                                      |                                      |                                      |                                      |                                      |                                      |                                      |                                      |                                      |                                      |                                      |                                      |                                      |                                      |                                      | 3 (10)           | 15               | 36                  | 6                   |
| 2025  | Racing Bulls-Honda RBPT | Liam Lawson      |                                      |                                      | 17                                   | 16                                   | 12                                   | NU                                   | 14                                   | 8                                    | 11                                   | 19                                   | 6                                    |                                      |                                      |                                      |                                      |                                      |                                      |                                      |                                      |                                      |                                      |                                      |                                      |                                      | 12               | 15               | 36                  | 6                   |